# Corydalis borii
Corydalis borii là một loài thực vật có hoa trong họ Anh túc. Loài này được C.E.C.Fisch. mô tả khoa học đầu tiên năm 1940.